# Perfectly Preserved
Perfectly Preserved —en español: Perfectamente preservado — es el segundo álbum de la banda de metal cristiano Love and Death. El álbum fue lanzado el 12 de febrero de 2021 a través de Earache Records. Este es el primer álbum de la banda con el actual Breaking Benjamin y el ex guitarrista de Red Jasen Rauch en el bajo y el baterista de Phinehas Isaiah Perez.

## Antecedentes y lanzamiento
El álbum debut de Love and Death, Between Here & Lost, fue lanzado el 22 de enero de 2013 a través de Tooth & Nail Records. Más tarde, ese mismo año, Welch se reincorporaría a su antigua banda Korn y grabaría su primer álbum con esa banda en diez años, The Paradigm Shift (2013). Love and Death tendría una actividad esporádica durante los próximos años, ya que Welch se centró en su trabajo con Korn. La banda lanzó el sencillo "Lo Lamento" el 15 de marzo de 2016. El bajista Michael Valentine y el baterista Dan Johnson dejarían la banda poco después del lanzamiento del sencillo.
Después del lanzamiento de "Lo Lamento", Love and Death se volvió inactivo una vez más. En agosto de 2019, Welch anunció que estaba reclutando músicos como Jasen Rauch y Lacey Sturm para aparecer en un álbum. La banda anunció el 24 de octubre de 2020 que había firmado con Earache Records y que se planeaba lanzar un nuevo álbum en 2021. El sencillo "Down" fue lanzado el 13 de noviembre de 2020 e introdujo la nueva formación de la banda. La canción "White Flag" fue lanzada como tercer sencillo el 8 de enero de 2021. La canción "The Hunter" fue lanzada como cuarto sencillo el 5 de febrero de 2021.
Antes del lanzamiento del álbum, Welch declaró que el trabajo en el álbum pudo avanzar ya que los proyectos principales de los músicos estaban en suspenso debido a la pandemia de COVID-19.

## Lista de canciones
| N.º | Título                                                                 | Duración |  |
| 1.  | «Infamy» (Instrumental)                                                | 1:53     |  |
| 2.  | «Tragedy»                                                              | 3:38     |  |
| 3.  | «Down»                                                                 | 4:02     |  |
| 4.  | «Let Me Love You» (cover de DJ Snake y Justin Bieber; con Lacey Sturm) | 3:54     |  |
| 5.  | «Death of Us»                                                          | 3:52     |  |
| 6.  | «Slow Fire»                                                            | 3:31     |  |
| 7.  | «The Hunter» (con Keith Wallen)                                        | 3:39     |  |
| 8.  | «Lo Lamento»                                                           | 3:49     |  |
| 9.  | «Affliction»                                                           | 3:17     |  |
| 10. | «White Flag» (con Ryan Hayes)                                          | 3:55     |  |

## Personal
- Brian "Head" Welch – Guitarra, Vocalista principal.
- Jasen Rauch – bajo, coros.
- JR Bareis – Guitarra líder, coros.
- Isaiah Perez – batería.